# Franz Dünzl
Franz Dünzl (* 25. Juli 1960 in Regensburg; † 23. August 2018) war ein deutscher katholischer Kirchenhistoriker.

## Leben
Franz Dünzl studierte Katholische Theologie an der Universität Regensburg und Universität Augsburg und war zunächst in der Seelsorge am Dominikus-Ringeisen-Werk in Ursberg tätig. 1987 wurde er wissenschaftlicher Mitarbeiter am Lehrstuhl für Alte Kirchengeschichte und Patrologie der Universität Regensburg. Er wurde 1992 mit der Dissertation Braut und Bräutigam. Die Auslegung des Canticum durch Gregor von Nyssa bei Norbert Brox in Regensburg promoviert. 1998 habilitierte er sich an der Universität Regensburg mit der Schrift „Pneuma. Funktionen des theologischen Begriffs in frühchristlicher Literatur“ und erhielt die venia legendi für das Fachgebiet Kirchen- und Dogmengeschichte des Altertums mit Patrologie.
2001 erhielt er einen Ruf auf den Lehrstuhl für Kirchengeschichte des Altertums, christliche Archäologie und Patrologie an der Julius-Maximilians-Universität Würzburg. 2005 wurde Franz Dünzl mit dem „Preis für gute Lehre an den staatlichen Universitäten in Bayern“ des Bayerischen Staatsministeriums für Bildung und Kultus, Wissenschaft und Kunst ausgezeichnet. Von 2011 bis 2013 war er Dekan der Katholisch-Theologischen Fakultät.
Dünzl veröffentlichte zahlreiche wissenschaftliche Arbeiten zur Kirchengeschichte. Er war Mitherausgeber der Reihe Fontes Christiani. Er war Vorsitzender des Fördervereins „Freunde des Ostkirchlichen Instituts“ und Mitglied des Wissenschaftlichen Beirats des Instituts.
Am 23. August 2018 verstarb Dünzl nach schwerer Krankheit. Er wurde auf dem Regensburger Dreifaltigkeitsbergfriedhof beigesetzt.

## Schriften (Auswahl)
- Braut und Bräutigam. Die Auslegung des Canticum durch Gregor von Nyssa (= Beiträge zur Geschichte der biblischen Exegese. Band 32). Mohr, Tübingen 1993, ISBN 3-16-146033-2 (Dissertation).
- Gregor von Nyssa. In Canticum Canticorum Homiliae. Homilien zum Hohenlied (Griechisch/deutsch). Übersetzt und eingeleitet von Franz Dünzl (= Fontes Christiani. Band 16/1–3). Herder, Freiburg im Breisgau/Basel/Wien/Barcelona/Rom/New York 1994.
  - Band 1: Einleitung. Text und Übersetzung: Prolog. Hom. 1–4. ISBN 3-451-22123-3.
  - Band 2: Text und Übersetzung: Hom. 5–10. ISBN 3-451-22124-1.
  - Band 3: Text und Übersetzung: Hom. 11–15. ISBN 3-451-22116-0.
- Pneuma. Funktionen des theologischen Begriffs in frühchristlicher Literatur (= Jahrbuch für Antike und Christentum. Ergänzungsband 30). Aschendorff, Münster 2000, ISBN 3-402-08114-8 (= Habilitationsschrift).
- Norbert Brox. Das Frühchristentum. Schriften zur historischen Theologie. Herder, Freiburg im Breisgau/Basel/Wien/Barcelona/Rom/New York 2000, ISBN 3-451-26279-7.
- Kleine Geschichte des trinitarischen Dogmas in der Alten Kirche. Herder, Freiburg im Breisgau/Basel/Wien/Barcelona/Rom/New York 2006, ISBN 978-3-451-28946-0.
  - Neuauflage: Kleine Geschichte des trinitarischen Dogmas in der Alten Kirche, zweite, durchgesehene und erweiterte Auflage, Herder, Freiburg im Breisgau/Basel/Wien 2011, ISBN 978-3-451-30946-5.
  - englische Übersetzung: A Brief History of the Doctrine of the Trinity in the Early Church. Translated by John Bowden. Bloomsbury T&T Clark, London/New York 2007, ISBN 978-0-567-03193-8.
  - italienische Übersetzung: Breve storia del dogma trinitario nella chiesa antica. Traduzione di Carlo Danna. Editrice Queriniana, Brescia 2007, ISBN 978-88-399-0829-2.
- mit Wolfgang Weiß (Hrsg.): Umbruch – Wandel – Kontinuität (312–2012). Von der Konstantinischen Ära zur Kirche der Gegenwart (= Würzburger Theologie. Band 10). Echter, Würzburg 2014, ISBN 978-3-429-03710-9.
- Fremd in dieser Welt? Das frühe Christentum zwischen Weltdistanz und Weltverantwortung. Herder, Freiburg im Breisgau/Basel/Wien 2015, ISBN 978-3-451-31232-8.
- Geschichte des christologischen Dogmas in der Alten Kirche, hrsg. von Michael Bußer und Johannes Pfeiff, Herder, Freiburg im Breisgau/Basel/Wien 2019, ISBN 978-3-451-37877-5.